# Hans Globke
Hans Josef Maria Globke est un juriste et haut fonctionnaire allemand, né le 10 septembre 1898 à Düsseldorf et mort le 13 février 1973  à Bonn. En tant que secrétaire d'État de Konrad Adenauer, il a occupé des fonctions importantes aux premiers temps de la République fédérale d'Allemagne, mais son rôle pendant la période du national-socialisme a fait de lui un personnage controversé.
Anticommuniste et homme de réseau, il est juriste au ministère de l'Intérieur à partir de 1929. Adhérant à l'idéologie nazie, il a supervisé en 1936 les ordonnances sur les critères de « souillure raciale » du Troisième Reich.

## Biographie

### Jeunesse et début de carrière
Hans Globke est le fils d'un grossiste en drap à Düsseldorf. Peu de temps après sa naissance, sa famille s'installe à Aix-la-Chapelle. Après son Abitur au Kaiser-Karl-Gymnasium, il commence à servir dans l'armée en 1916 et appartient jusqu'à la fin de la Première Guerre mondiale à une unité d'artillerie sur le front occidental.
Immédiatement après la fin de la guerre, Hans Globke commence à étudier le droit et les sciences politiques aux universités de Bonn et Cologne. Il est membre de l'association des étudiants catholiques Bavaria Bonn. Après son doctorat sur L'immunité des parlementaires au Reichstag et dans les Landtags passé à Giessen en 1922, il entre dans la fonction publique. La même année, il adhère au Zentrum, auquel il appartient jusqu'à sa dissolution en 1933.
En 1925, il devient sous-préfet de police à Aix-la-Chapelle. L'année suivante, sa nomination comme Regierungsassessor assure son entrée définitive au service de l'État prussien. En 1929, une promotion le fait entrer au ministère de l'Intérieur de Prusse, où il s'occupe, entre autres, des questions d'état-civil et de changements de noms, des problèmes relatifs à la Sarre, de la démilitarisation de la Rhénanie et des conséquences du traité de Versailles.

### Activités sous le Troisième Reich
Après la prise de pouvoir des nationaux-socialistes début 1933, Hans Globke participe à l'élaboration d'une série de lois qui visent à uniformiser le système judiciaire de la Prusse avec celui du Reich. En décembre 1933 a lieu sa nomination comme Oberregierungsrat, nomination qui (c'est au moins ce que Globke a assuré plus tard) avait d'abord été différée temporairement parce qu'on savait au ministère qu'il avait eu des doutes sur la légalité du Preussenschlag de 1932.
À la suite de la fusion du ministère de l'Intérieur prussien avec celui du Reich, Hans Globke devient le 1er novembre 1934 conseiller au nouveau ministère de l'Intérieur du Reich et de la Prusse, dirigé par le ministre Wilhelm Frick ; il y travaille jusqu'en 1945. 1938 voit la dernière promotion de Globke à l'époque du nazisme comme haut fonctionnaire.
À partir de 1934, Hans Globke consacre surtout son activité aux changements de nom et aux questions relatives à l'état des personnes ; à partir de 1937, s'y ajoute le domaine des « questions internationales concernant la nationalité et les contrats d'option ». Comme coréférent, il s'occupe aussi des questions générales sur la race, de l'émigration et de l'immigration, ainsi que de ce qui se rapporte à la loi antisémite sur la « protection du sang ». L'activité de Globke comprend aussi la présentation et les projets pour les lois et règlements. C'est dans ce contexte qu'il participe à la préparation des premiers décrets d'exécution des lois de Nuremberg (15 septembre 1935), de la loi sur la protection de la santé du peuple allemand du 18 octobre 1935 et de la loi sur l'état des personnes (3 novembre 1937). La loi sur la modification des noms de famille et des prénoms (5 janvier 1938) et les décrets d'exécution, qui constituent les fondements du droit actuel sur les changements de nom dans l'Allemagne fédérale d'aujourd'hui, est l'œuvre de Hans Globke. Il y était prévu que les Juifs qui ne portaient aucun des prénoms mentionnés sur une liste en annexe devaient ajouter le prénom de « Sara » (pour les femmes) ou d'« Israël » (pour les hommes). La « liste » pour les hommes commençait avec Abel, Abieser, Abimelech, Abner, Absalom, Ahab, Ahasja et ainsi de suite. Certains des noms sur la liste de Globke étaient une pure invention, d'autres n'avaient rien de juif, par exemple « Isidore ».
Hans Globke est également responsable de la préparation des commentaires des lois et de leur explication. Il est ainsi, notamment en 1936, conjointement avec le secrétaire d'État Wilhelm Stuckart, son supérieur hiérarchique, corédacteur et coauteur du premier commentaire officiel sur les lois de Nuremberg et leurs décrets d'application. Toutefois, alors que Stuckart n'avait rédigé que la préface, le véritable commentaire de cette loi est l'œuvre de Globke.
Après 1935, Hans Globke travaille activement avec Stuckart à renforcer les lois raciales de Nuremberg : non seulement sont punis les rapports sexuels stricto sensu, mais aussi « les actions semblables au coït comme la masturbation mutuelle ». Au total, au nom de tels arrêts officiels 1 911 personnes sont condamnées jusqu'en 1940 pour « honte faite à la race ».
Par ailleurs, en 1939, Hans Globke est associé à l'élaboration en Slovaquie du « Code juridique à appliquer aux juifs » (Kodex des jüdischen Rechts), par lequel est entamée la privation des droits pour les juifs et leur expropriation.
En raison de son appartenance au Zentrum, Hans Globke ne devient jamais membre du parti nazi. Par ailleurs, il maintint des contacts avec les cercles militaires et civils qui résistent au nazisme : c'est ainsi qu'il est l'informateur de l'évêque de Berlin, le comte Konrad von Preysing, et qu'il reçoit les confidences des opposants à Hitler Carl Friedrich Goerdeler et Ludwig Beck, qui préparaient un coup d'État. Les nazis ont envisagé son arrestation mais ne purent y procéder du fait de l'avance des Alliés.

### Procès de Nuremberg
Au procès des ministères, Hans Globke est à la fois témoin de la défense et témoin de l'accusation. Quand Stuckart est jugé, il déclare à son propos  : « Je savais que les Juifs étaient massacrés en grand nombre ».[réf. souhaitée]

### Rôle sous l'ère Adenauer
Dans la République fédérale, il devient, sous le chancelier Konrad Adenauer, chef de cabinet à la chancellerie fédérale et, à la suite des élections d'octobre 1953, il succède à Otto Lenz, qui avait été élu au Bundestag, comme directeur de la chancellerie fédérale. Cette fonction fait de lui un des membres du cercle le plus restreint qui entoure Adenauer et le plus proche confident de ce dernier. Dans l'ombre du chancelier, Hans Globke tire les ficelles à l'arrière-plan et est comme le pilier de cette « démocratie du chancelier ». Il exerce son influence plus particulièrement dans cinq domaines : c'est lui qui propose à Adenauer les personnes susceptibles d'entrer au ministère et qui surveille leur fidélité à la ligne politique, il maintient un contact étroit avec le groupe CDU/CSU au Bundestag, en particulier grâce à ses bonnes relations avec le président du groupe Heinrich Krone, il conseille Adenauer dans ses décisions politiques. Il est, en tant que « secrétaire général occulte » de la CDU, le point de contact qui permet d'avoir l'oreille du chancelier, et il administre en dernier ressort les contributions financières qui arrivent à la CDU, par l'intermédiaire de la Staatsbürgerliche Vereinigung (de). Le 15 octobre 1963, quatre jours après la démission d'Adenauer et sur sa proposition, le président fédéral, Heinrich Lübke, confère à Hans Globke la grand-croix de l'ordre du Mérite de la République fédérale d'Allemagne. Il continue de conseiller Adenauer et, en particulier, il intervient dans la recherche d'un successeur à Ludwig Erhard.
En tant que secrétaire d'État, il s'oppose à ce que l'officier Rudolf-Christoph von Gersdorff, qui avait tenté de tuer Adolf Hitler, se fasse engager dans la Bundeswehr, malgré sa compétence et ses nombreuses médailles, ne voulant pas de « traître » dans l'armée.

### Procès de Berlin-Est
En 1963, un procès par contumace est ouvert contre Hans Globke à Berlin-Est.
Les chefs d'inculpation sont « crimes de guerre », « crimes contre l'humanité » et « génocide » (« crimes commis à Berlin et ailleurs »). Le procès est suivi par des observateurs et des experts de vingt-trois pays.
Hans Globke est condamné à la prison à vie.

### Après 1963
Après sa retraite, Hans Globke veut s'établir en Suisse, mais le gouvernement le déclare indésirable et l'entrée du pays lui est interdite.
Il meurt en 1973.

## Sources
- (de) Cet article est partiellement ou en totalité issu de l’article de Wikipédia en allemand intitulé « Hans Globke » (voir la liste des auteurs).
- Télérama no 3064, octobre 2008.
- Le nazi qui conseillait Adenauer, documentaire de Jürgen Bewers et Bernhardt Pfletschinger (Allemagne, 2008).